# Mávgojávre
Mávgojávre, enligt tidigare ortografi Maukojaureh, är några närliggande sjöar i Gällivare kommun i Lappland som ingår i Luleälvens huvudavrinningsområde. Den största sjön har en area på 0,264 kvadratkilometer och ligger 971,2 meter över havet. Mávgojávre ligger i Stora Sjöfallet Natura 2000-område och avvattnas av vattendraget Mávgojåhkå.
Då de lulesamiska naturnamnsefterleden jávrre och jávre är lätta att förväxla förklaras skillnaden i tabellen:
| Objekt | Ortografi | Ortografi |
| Objekt | Nuvarande | Tidigare  |
| ------ | --------- | --------- |
| Sjö    | jávrre    | jaure     |
| Sjöar  | jávre     | jaureh    |

## Delavrinningsområde
Mávgojávre ingår i det delavrinningsområde (750655-158754) som SMHI kallar för Mynnar i Áhkájávrre. Medelhöjden är 1 090 meter över havet och ytan är 26,09 kvadratkilometer. Det finns inga avrinningsområden uppströms utan avrinningsområdet är högsta punkten. Mávgojåhkå som avvattnar avrinningsområdet har biflödesordning 2, vilket innebär att vattnet flödar genom totalt 2 vattendrag innan det når havet efter 335 kilometer. Avrinningsområdet består mestadels av kalfjäll (93 procent). Avrinningsområdet har 0,67 kvadratkilometer vattenytor vilket ger det en sjöprocent på 2,6 procent. Delavrinningsområdet täcks till 2,37 procent av glaciärer, med en yta av 0,62 kvadratkilometer.